# PRIDE 28
PRIDE 28: High Octane je bila manifestacija borba mješovitih borilačkih vještina pod organizacijom PRIDE Fighting Championships. Događaj se održao 31. listopada 2004. godine u Saitama Super Areni u Saitami, Japan.

## Borbe
| Razlog borbe                           | Pobjednik              | Poraženi           | Razlog pobjede                                       | Runda/vrijeme |
| -------------------------------------- | ---------------------- | ------------------ | ---------------------------------------------------- | ------------- |
| Normalna borba                         | Heath Herring          | Hirotaka Yokoi     | Nokaut (Udarci koljenom u glavu)                     | 1/1:55        |
| Normalna borba                         | Mu Bae Choi            | Soa Palalei        | Predaja (Gušenje)                                    | 2/4:55        |
| Normalna borba                         | Ricardo Arona          | Sergey Ignatov     | Predaja (Gušenje)                                    | 1/9:05        |
| Normalna borba                         | Aleksander Emelianenko | James Thompson     | Nokaut (Udarci rukama)                               | 1/0:11        |
| Normalna borba                         | Alistair Overeem       | Hiromitsu Kanehara | Tehnički nokaut (Posjekotina)                        | 2/3:52        |
| Normalna borba                         | Mark Hunt              | Dan Bobish         | Nokaut (Aperkat)                                     | 1/6:32        |
| Normalna borba                         | Dan Henderson          | Kazuhiro Nakamura  | Tehnički nokaut (Iščašenje ramena udarcima koljenom) | 1/1:15        |
| Titula prvaka srednje teške kategorije | Wanderlei Silva        | Quinton Jackson    | Nokaut (Udarci rukama i koljenima)                   | 2/3:26        |

## Vanjske poveznice
PRIDE FC  Arhivirana inačica izvorne stranice od 11. lipnja 2007. (Wayback Machine)